# Odorrana monjerai
Odorrana monjerai  (лат.) — редкий вид земноводных из семейства настоящих лягушек. Эндемик Юго-Восточной Азии: западная Малайзия (штат Кедах, Gunung Jeroi на западном побережье Малайского полуострова). Длина самцов до 43 мм, самок 75 мм. Встречаются на побережье мелких водоёмов, ручьях в тропических лесах и кустарниках на высотах до 720 м. Вид O. monjerai был впервые описан в 2006 году зоологами Масафуми Мацуи (Matsui, Masafumi, Киотский университет, Япония) и Ибрахимом Джаафаром (Ibrahim Jaafar, Малайзия). Близок к лягушкам видов Odorrana hosii и Odorrana livida.